# Frank Kaminsky
Francis Stanley "Frank" Kaminsky III (Lisle, Illinois, 4 de abril de 1993) es un baloncestista estadounidense que pertenece a la plantilla de los Raptors 905 de la G League. Con 2,13 metros de estatura, juega en las posiciones de ala-pívot y pívot.

## Trayectoria deportiva

### Universidad
Jugó cuatro temporadas con los Badgers de la Universidad de Wisconsin, en las que promedió 10,1 puntos, 4,6 rebotes y 1,3 asistencias por partido. En su última temporada se hizo con la mayoría de los premios que se otorgan al mejor jugador universitario del año, como el Naismith College Player of the Year, el Premio John R. Wooden, el Premio John R. Wooden o el Trofeo Adolph Rupp entre otros.

#### Estadísticas
| Año     | Equipo    | PJ  | PT | MPP  | %TC  | %3P  | %TL  | RPP | APP | ROB | TPP | PPP  |
| ------- | --------- | --- | -- | ---- | ---- | ---- | ---- | --- | --- | --- | --- | ---- |
| 2011–12 | Wisconsin | 35  | 0  | 7.7  | .411 | .286 | .500 | 1.4 | .3  | .1  | .4  | 1.8  |
| 2012–13 | Wisconsin | 32  | 2  | 10.3 | .439 | .311 | .767 | 1.8 | .8  | .4  | .5  | 4.2  |
| 2013–14 | Wisconsin | 38  | 38 | 27.2 | .528 | .378 | .765 | 6.3 | 1.3 | .7  | 1.7 | 13.9 |
| 2014–15 | Wisconsin | 39  | 39 | 33.6 | .547 | .416 | .780 | 8.2 | 2.6 | .8  | 1.5 | 18.8 |
| Total   | Total     | 144 | 79 | 20.4 | .522 | .369 | .763 | 4.6 | 1.3 | .5  | 1.1 | 10.1 |

### Profesional

#### NBA
El 25 de junio de 2015, fue seleccionado en la novena posición del Draft de la NBA de 2015 por los Charlotte Hornets.
Tras cuatro temporadas en Charlotte, el 1 de julio de 2019, firma un contrato por 2 años de $10 millones con Phoenix Suns.
Después de un año en Phoenix, el 26 de noviembre de 2020, firma con un contrato no garantizado con Sacramento Kings. Pero el 19 de diciembre es cortado por los Kings. Dos días después, el 21 de diciembre, vuelve a firmar con los Suns.
El 8 de julio de 2022 firma como agente libre con Atlanta Hawks.
El 9 de febrero de 2023 es traspasado, junto a Justin Holiday, a Houston Rockets, a cambio de Garrison Mathews y Bruno Fernando.

#### Europa
El 17 de agosto de 2023 firma contrato de un año con el KK Partizan de la ABA Liga y la Euroliga. Tras esa temporada en la que fue finalista de la ABA y promedió 8,9 puntos en la EuroLiga, el equipo decide no renovarle el contrato.

#### G League
El 26 de septiembre de 2024 firma por los Phoenix Suns, pero el 19 de octubre es cortado antes del inicio de la temporada.
El 16 de diciembre de 2024 firmó con los Raptors 905 de la G League.

## Estadísticas de su carrera en la NBA

### Temporada regular
| Año     | Equipo    | PJ  | PT | MPP  | %TC   | %3P  | %TL   | RPP | APP | ROB | TPP | PPP  |
| ------- | --------- | --- | -- | ---- | ----- | ---- | ----- | --- | --- | --- | --- | ---- |
| 2015-16 | Charlotte | 81  | 3  | 21.1 | .410  | .337 | .730  | 4.1 | 1.2 | .5  | .5  | 7.5  |
| 2016-17 | Charlotte | 75  | 16 | 26.1 | .399  | .328 | .756  | 4.5 | 2.2 | .6  | .5  | 11.7 |
| 2017-18 | Charlotte | 79  | 4  | 23.2 | .429  | .380 | .799  | 3.6 | 1.6 | .5  | .2  | 11.1 |
| 2018-19 | Charlotte | 47  | 0  | 16.1 | .463  | .360 | .738  | 3.5 | 1.3 | .3  | .3  | 8.6  |
| 2019-20 | Phoenix   | 39  | 13 | 19.9 | .450  | .331 | .678  | 4.5 | 1.9 | .4  | .3  | 9.7  |
| 2020-21 | Phoenix   | 47  | 13 | 15.2 | .471  | .365 | .617  | 4.0 | 1.7 | .3  | .4  | 6.6  |
| 2021-22 | Phoenix   | 9   | 0  | 20.1 | .545' | .333 | .900  | 4.6 | 1.4 | .9  | .8  | 10.6 |
| 2022-23 | Atlanta   | 26  | 0  | 6.8  | .568  | .478 | .833  | 1.4 | .8  | .2  | .0  | 2.7  |
| 2022-23 | Houston   | 10  | 0  | 5.9  | .316  | .200 | 1.000 | 1.6 | 1.1 | .1  | .3  | 1.8  |
| Total   | Total     | 413 | 49 | 19.8 | .430  | .349 | .746  | 3.8 | 1.6 | .4  | .4  | 8.8  |

### Playoffs
| Año   | Equipo    | PJ | PT | MPP  | %TC  | %3P  | %TL   | RPP | APP | ROB | TPP | PPP |
| ----- | --------- | -- | -- | ---- | ---- | ---- | ----- | --- | --- | --- | --- | --- |
| 2016  | Charlotte | 7  | 5  | 27.1 | .304 | .294 | .810  | 4.3 | 1.1 | .9  | .7  | 7.1 |
| 2021  | Phoenix   | 10 | 0  | 6.8  | .455 | .200 | 1.000 | 1.4 | 1.4 | .2  | .3  | 2.2 |
| Total | Total     | 17 | 5  | 15.2 | .353 | .273 | .818  | 2.6 | 1.3 | .5  | .5  | 4.2 |